# I'm Dandy
「I'm Dandy」（アイム・ダンディ）は、日本のシンガーソングライターである玉置浩二の楽曲。
1989年7月25日にKitty Recordsから4枚目のシングルとしてリリースされた。前作「氷点」（1989年）より4か月ぶりとなるシングルであり、作詞は松井“お月様”五郎、作曲およびプロデュースは玉置“流れ星”浩二が担当している。
玉置の主演映画『右曲がりのダンディー』（1989年）の主題歌やJT「SOMETIME MIASS」のコマーシャルソングとして使用され、オリコンシングルチャートでは最高位10位となった。本作はオリジナル・アルバムには未収録となり、ベスト・アルバム『安全地帯/玉置浩二 ベスト』（1994年）においてアルバム初収録となった。

## リリース、メディアでの使用、チャート成績
本作は1989年7月25日にKitty Recordsより8センチCDおよびカセットテープの2形態でリリースされた。本作はオリジナル・アルバムには未収録となったが、2枚目のシングル「キ・ツ・イ」（1989年）から5枚目のシングル「行かないで」（1989年）まで、オリジナル・アルバムに収録されないシングルのリリースが続くこととなった。
本作は漫画雑誌『モーニング』に連載されていた漫画『右曲がりのダンディー』（1986年 - 1989年）の実写映画版の主題歌として使用され、また玉置は同映画の主演を務めた。ベスト・アルバム『ALL TIME BEST』（2017年）の楽曲解説では、サビが分かりやすく印象的であると表記している。また、カップリング曲である「Sendenfor」は同映画の挿入歌として使用されている。その他に、本作はJT「SOMETIME MIASS」のコマーシャルソングとしても使用された。
本作はオリコンシングルチャートにて最高位10位の登場週数11回となり、売り上げ枚数は10.7万枚となった。本作の売り上げ枚数は玉置のシングル売上ランキングにおいて4位となった。2022年に実施されたねとらぼ調査隊による玉置のシングル曲人気ランキングでは17位となった。

## ライブ・パフォーマンス
1989年7月26日放送のフジテレビ系音楽番組『夜のヒットスタジオDELUXE』（1985年 - 1989年）にソロとしては初出演となり本作を披露したほか、同年7月28日放送のテレビ朝日系音楽番組『ミュージックステーション』（1986年 - ）に出演し本作を披露した。テレビ番組の出演時には、「キ・ツ・イ」の演奏時と同様にパーカッション担当のBaNaNa、コーラス担当のAMAZONS、サックス担当のYU・KA・RIがサポート・ミュージシャンとして共演していた。『ミュージックステーション』出演時には、演奏中にBaNaNaの持っていたドラムスティックが1本手から離れてしまい、残りのドラムスティック1本で最後まで演奏する事態となった。

## カバー
- ジャッキー・チュン（張學友） -  広東語バージョン、「花花公子」のタイトルでアルバム『衹願一生愛一人』（1989年）に収録。

## シングル収録曲
CD版
| 全作詞: 松井“お月様”五郎、全作曲: 玉置“流れ星”浩二。 |               |                  |                  |      |
| #                                                    | タイトル      | 作詞             | 作曲・編曲       | 時間 |
| 1.                                                   | 「I'm Dandy」 | 松井“お月様”五郎 | 玉置“流れ星”浩二 | 3:58 |
| 2.                                                   | 「Sendenfor」 | 松井“お月様”五郎 | 玉置“流れ星”浩二 | 2:25 |
| 合計時間:                                            | 合計時間:     | 6:23             |                  |      |

カセットテープ版
| 全作詞: 松井“お月様”五郎、全作曲: 玉置“流れ星”浩二。 |               |                  |                  |      |
| #                                                    | タイトル      | 作詞             | 作曲・編曲       | 時間 |
| 1.                                                   | 「I'm Dandy」 | 松井“お月様”五郎 | 玉置“流れ星”浩二 | 3:58 |
| 2.                                                   | 「Sendenfor」 | 松井“お月様”五郎 | 玉置“流れ星”浩二 | 2:25 |
| 合計時間:                                            | 合計時間:     | 6:23             |                  |      |

| 全作曲: 玉置“流れ星”浩二。 |                                     |      |                  |      |
| #                          | タイトル                            | 作詞 | 作曲・編曲       | 時間 |
| 1.                         | 「I'm Dandy」(オリジナル・カラオケ) |      | 玉置“流れ星”浩二 | 3:58 |
| 2.                         | 「Sendenfor」(オリジナル・カラオケ) |      | 玉置“流れ星”浩二 | 2:25 |
| 合計時間:                  | 合計時間:                           | 6:23 |                  |      |

## リリース履歴
| No. | 日付          | レーベル      | 規格                     | 規格品番           | 最高順位 | 備考 |
| --- | ------------- | ------------- | ------------------------ | ------------------ | -------- | ---- |
| 1   | 1989年7月25日 | Kitty Records | 8センチCD カセットテープ | HOOK30060 00CS5010 | 10位     |      |
| 2   | 2017年7月19日 | USM JAPAN     | デジタル・ダウンロード   | -                  | -        |      |

## 収録アルバム
「I'm Dandy」
- 『安全地帯/玉置浩二 ベスト』（1994年）
- 『安全地帯 テーマソングス』（1995年）
- 『玉置浩二ベスト・ソングス・フォー・ユー』（1995年）
- 『EARLY TIMES〜KOJI TAMAKI IN KITTY RECORDS』（1997年）
- 『ゴールデン☆ベスト 玉置浩二 アーリー・タイムズ・プラス』（2003年）
- 『ALL TIME BEST』（2017年）
- 『THE BEST ALBUM 35th ANNIVERSARY 〜メロディー〜』（2022年）

「Sendenfor」
- 『安全地帯 テーマソングス』（1995年）
- 『EARLY TIMES〜KOJI TAMAKI IN KITTY RECORDS』（1997年）
- 『ゴールデン☆ベスト 玉置浩二 アーリー・タイムズ・プラス』（2003年）